# Gary Poux
Gary Poux (* 6. April 1976 in Mansfield, Texas) ist ein US-amerikanischer Schauspieler.

## Leben
Poux wurde am 6. April 1976 in Mansfield geboren. Von 1990 bis 1994 besuchte er die Mansfield High School. Er erlangte einen Bachelor of Arts-Abschluss in Theater an der University of Southern California, wo er von 1994 bis 1997 studierte. Von 1997 bis 1999 erlangte er seinen Bachelor of Fine Arts an der University of Michigan. Er ist seit dem 30. Juni 2007 verheiratet.
Von 1997 bis 2001 wirkte Poux in der Fernsehserie Surfing Channels mit. 2002 gab er sein Spielfilmdebüt in White Boy. Er erhielt Rollen in den Fernsehserien Meine Frau, ihr Vater und ich, Strong Medicine: Zwei Ärztinnen wie Feuer und Eis, Practice – Die Anwälte, Charmed – Zauberhafte Hexen und CSI: New York. 2008 spielte er in der Filmproduktion Live Fast, Die Young die Rolle des David Putnam. 2013 war er im Actionfilm Assassins Tale in der Rolle des Johnny Solo als einer der Hauptdarsteller zu sehen. Der Film erschien unter anderen am 21. August 2015 im deutschen Videoverleih. Von 2018 bis 2021 stellte er die wiederkehrende Rolle des Larry Savenor in der Fernsehserie The Rich & the Ruthless dar. 2023 spielte er im Film Battle of the Atlantic – America vs Russia die Rolle des Richard Thomas, den Vizepräsidenten der Vereinigten Staaten.

## Filmografie (Auswahl)

### Schauspiel
- 1997–2001: Surfing Channels (Fernsehserie)
- 2002: White Boy
- 2002: Meine Frau, ihr Vater und ich (The In-laws, Fernsehserie, Episode 1x10)
- 2003: Everyday Use
- 2003: Strong Medicine: Zwei Ärztinnen wie Feuer und Eis (Strong Medicine, Fernsehserie, Episode 4x04)
- 2004: A Taste of Us (Kurzfilm)
- 2004: Practice – Die Anwälte (The Practice, Fernsehserie, 2 Episoden)
- 2005: Balm in Gilead
- 2006: Charmed – Zauberhafte Hexen (Charmed, Fernsehserie, Episode 8x12)
- 2006: Boxed (Kurzfilm)
- 2007: Sister’s Keeper
- 2007: CSI: New York (CSI: NY, Fernsehserie, Episode 4x08)
- 2008: Live Fast, Die Young
- 2008: End of the Road
- 2009: The Lodger – Der Untermieter (The Lodger)
- 2009: Rules of Engagement (Fernsehserie, Episode 3x08)
- 2010: Dancing on a Dry Salt Lake
- 2010: Autopilot
- 2010: Now Here
- 2012: Time Travelers (Through That Inconstant Continuum) (Kurzfilm)
- 2013: The Devil’s Dozen
- 2013: Assassins Tale
- 2013: Final: The Rapture
- 2015: Schatten der Leidenschaft (The Young and the Restless, Fernsehserie, 2 Episoden)
- 2015: The Sphere and the Labyrinth
- 2017: The Fosters (Fernsehserie, Episode 4x12)
- 2017: Slamma Jamma
- 2018: Narcos: Mexico (Narcos: México, Fernsehserie, Episode 1x10)
- 2018–2021: The Rich & the Ruthless (Fernsehserie, 13 Episoden)
- 2019: Half Off Heroes (Fernsehfilm)
- 2019: Sneaky Pete (Fernsehserie, Episode 3x07)
- 2022: Journey to Hell
- 2022: Christmas on Repeat
- 2023: Battle of the Atlantic – America vs Russia (Top Gunner: Battle of the Atlantic)
- 2023: Exposure
- 2024: Be Careful What You Say (Fernsehfilm)
- 2024: The Painted – Abbild der Dunkelheit (The Painted)
- 2025: Tempted

### Synchronisationen
- 2019: Sorry for Your Loss (Fernsehserie, Episode 2x08; Sprechrolle)
- 2023: Exeter (Podcast, 3 Episoden)

## Theater (Auswahl)
- Pulp Shakespeare, Theatre Asylum, LA
- Missing, WOW Cafe Theatre, NYC
- Redemption of a Dog, ArtWorks Theatre, LA
- Sweet Evalina, Playhouse, LA
- Balm in Gilead, Met Theatre, LA
- Sex: Real People Talk About..., Zephyr Theatre, LA
- A Soldier’s Play, COLSAC Theater, LA
- One Flew Over the Cuckoo’s Nest, COLSAC Theater, LA
- Pulse, Los Angeles Theater Center
- Angels in America, Scene Dock Theater, LA
- Shadow Box, Massman Theater, LA
- God, Massman Theater, LA
- Dutchman, USC w/Amiri Baraka
- Blues for Mister Charlie, Bing Theatre, LA
- The colored Museum, Massman Theater, LA
- Crazyface, Massman Theater, LA
- A Few Good Men, Lydia Mendelssohn Theatre, MI
- Famous Orpheus, Peformance Network, MI
- I am a Man, Lydia Mendelssohn Theatre, MI